# 白俄羅斯—越南關係
白俄羅斯－越南关系（白俄羅斯語：Адносіны Беларусі і В'етнама， 越南语： Quan hệ Belarus–Việt Nam）是指白俄罗斯和越南之間的雙邊關係。两国于1992年1月24日建交。兩國均為不結盟運動的成員國。

## 政治交流
冷戰時期，兩國關係從屬於越南與蘇聯關係的一部分，越南戰爭時期，蘇聯向越南民主共和國派遣了一些白俄羅斯飛行員和軍事顧問以支援北越。1992年1月24日，越南与脱离苏联独立的白俄罗斯建立外交关系，此后两国关系友好发展，在政治、军事、文化教育等多领域均保持着紧密联系，但白俄羅斯在越南與中國的領土爭端上则保持中立立場。

### 外交机构
越南自2003年起，在明斯克設有大使館。

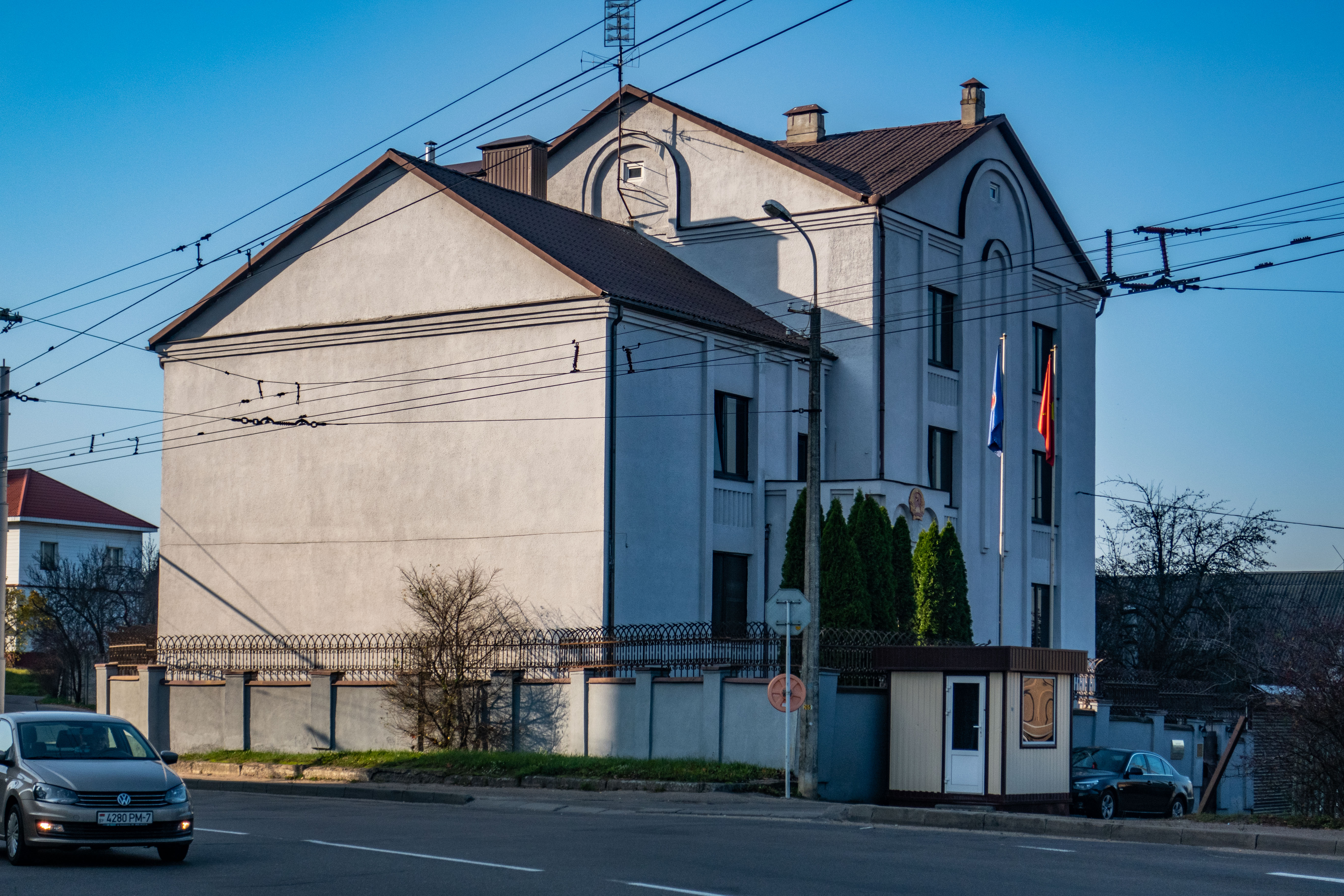
越南駐白俄羅斯大使館

白俄罗斯自1997起在河內设立駐越大使館，并兼辖柬埔寨、老挝、泰国与缅甸。白俄罗斯也在胡志明市设有总领事馆。

## 旅遊

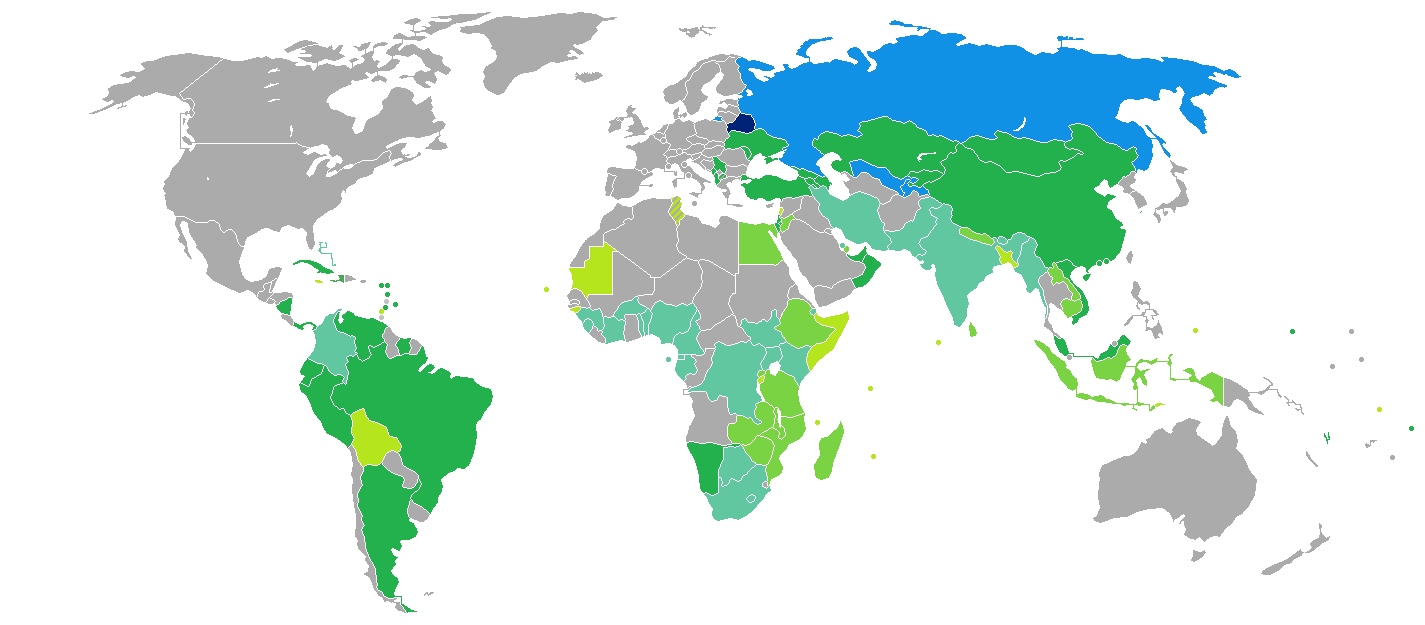
持白俄罗斯護照的白俄罗斯公民可以免簽證的方式入境越南。

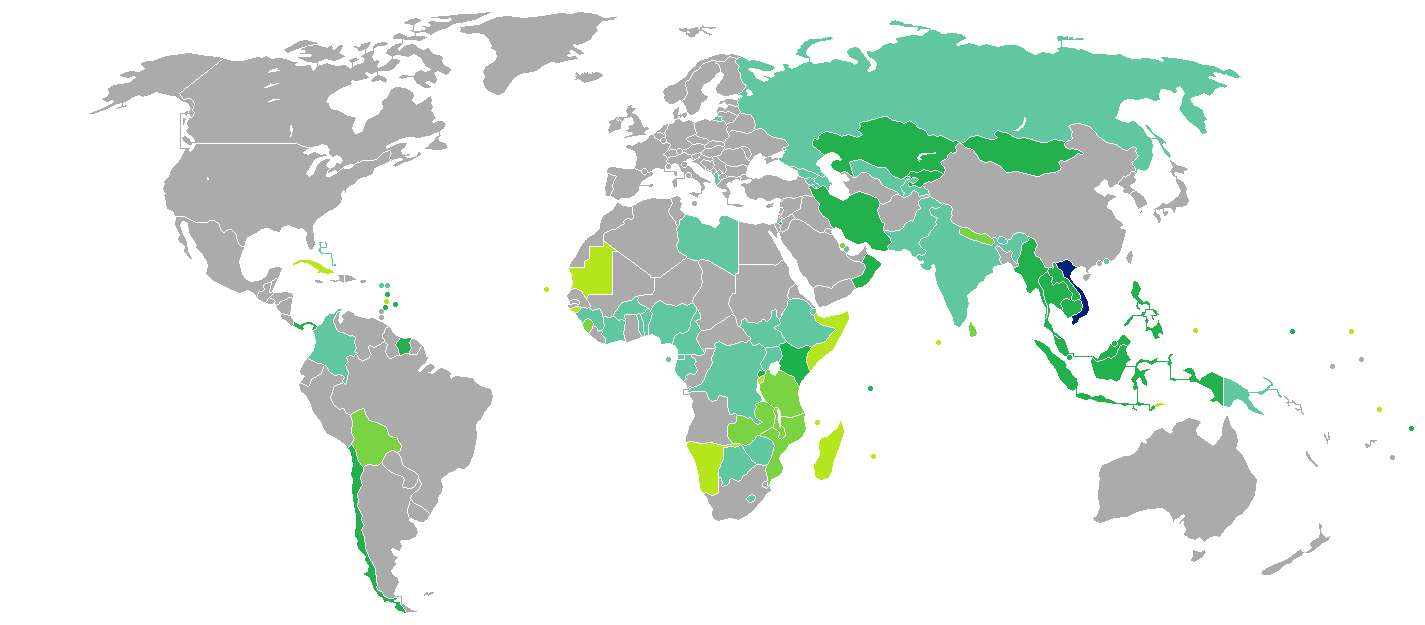
持越南護照的越南公民需要提前申请签证才能入境白俄羅斯。

### 簽證
越南政府单方面给予持有白俄罗斯護照的白俄罗斯公民免签证入境待遇，可以停留15天，但是兩次免簽證訪問間隔時間需要至少30天，且必須攜帶已列印的續程機票。也可以申請電子簽證入境越南，停留不超過30天。若前往富国岛，可在岛上免签证停留30天。
持越南護照的越南公民必須申請簽證方可入境白俄羅斯，如果持有來自歐盟或申根區成員國的多次入境簽證，則享有免簽證入境待遇。

## 经济关系

### 经贸往来
2021年，白、越双边贸易额达到2亿美元，其中，白俄罗斯主要向越南出口钾肥、畜产品、药品和化妆品等。越南则主要向白俄罗斯出口橡胶制品、坚果、海鲜、罐头食品、集成电路等商品。

### 相互投资
2020年，兩國簽署了《越南與白俄羅斯政府關於在越南境內合作生產機動車的議定書》，其與《越南与歐亞經濟聯盟自由贸易協定》被越南政府視為推动越、白两国经贸投资合作强劲发展的重要動力。白俄羅斯的明斯克汽車集團随后在越南成立了明斯克-亞洲合資汽車有限公司，藉此，明斯克汽車集團將可以在越南興安省興建卡車和其他專用車輛製造、組裝廠。白俄罗斯也正在公共交通等领域加大对越南的投资力度。

## 侨民
在20世纪70年代，包括苏联在内的經濟互助委員會诸国与越南签署了合约，越南向苏联派遣了留学生及劳工，苏联解体、冷战结束后，部分越南人选择了留在曾为苏联一部分的白俄罗斯，是故白俄罗斯境内亦有一个有规模的越南裔社区。2016年，越南政府在明斯克成立了越南语培训班，主要面向旅白越南人的子弟展开教育。

## 相關連結
- 白俄羅斯驻越南大使馆 （页面存档备份，存于）
- 越南驻白俄羅斯大使馆 （页面存档备份，存于）